# Tschardake

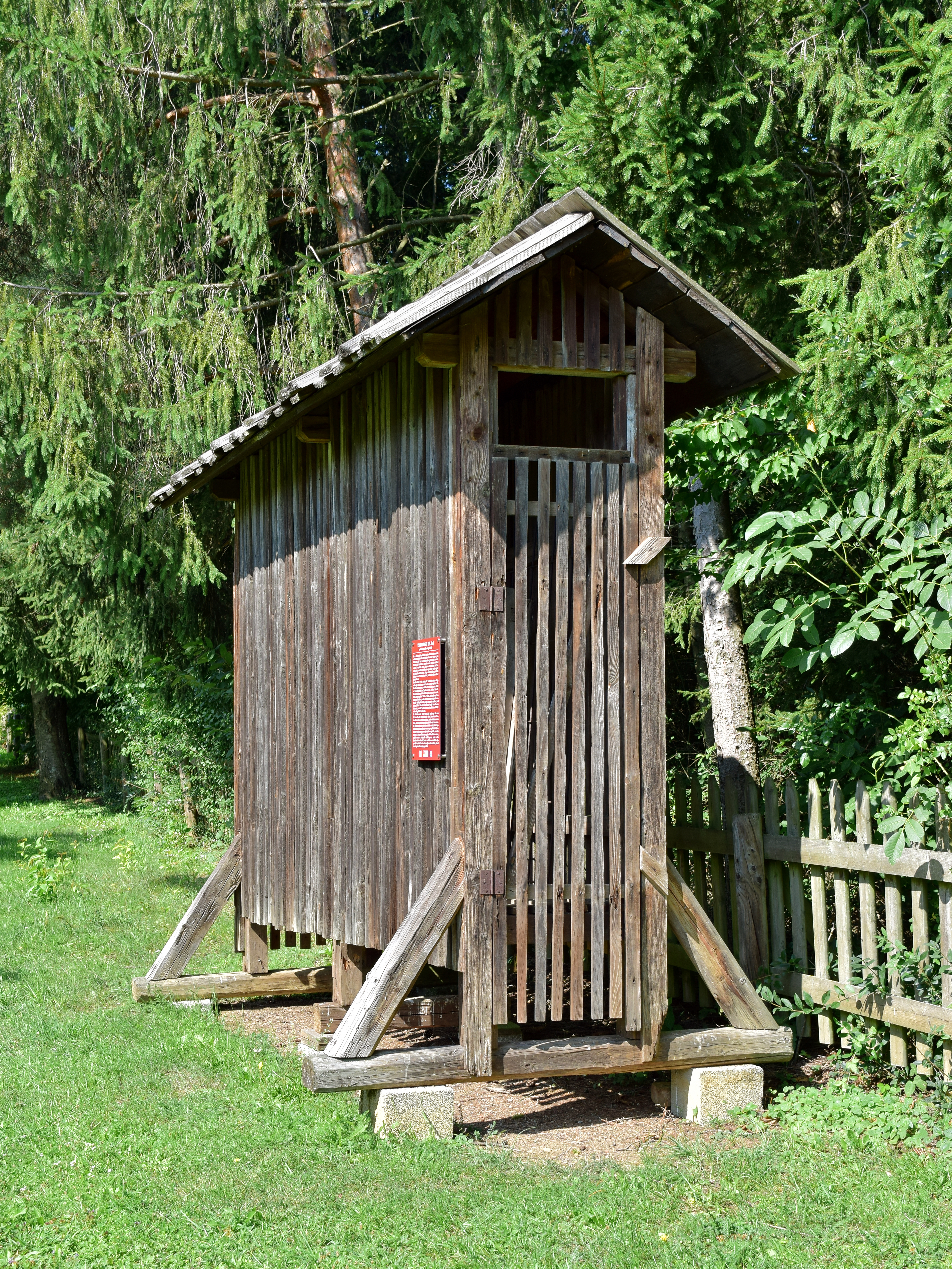
Tschardake im Freilichtmuseum Bad Tatzmannsdorf

Eine Tschardake (auch Maisdarre) oder Woazharpfe (steirisch, Woaz für Mais, Harpfe für Trocknungsgerüst) ist eine Darre zum Trocknen und Aufbewahren von Maiskolben.
Das Wort stammt aus dem Ungarischen Csardak und bedeutet eigentlich „Scheune“.
Sie ist einem schmalen Haus ähnlich. Sie wird aus Holzlatten errichtet, die mit Zwischenräumen senkrecht in einen Rahmen eingefügt werden. Tschardaken sind mit einem Ziegeldach versehen.
Tschardaken waren im Seewinkel (Burgenland), im östlichen Niederösterreich und im Süden der Steiermark gebräuchlich. Sie wurden nach der Maisernte mit den zu trocknenden Maiskolben gefüllt, von denen dann die Kerne zur Fütterung an das Nutzvieh abgerebelt wurden. War die Tschardake leer, kam Feuerholz für den Winter hinein. Im Sommer nutzten sie die Kinder zum Spielen und bauten ihre „Wohnung“ darin. Zwischenzeitlich mussten sie sie aber auch zur Trocknung von Kräutern räumen.
Durch den industriellen Maisanbau mit fossil befeuerten Maistrocknungsanlagen, die Änderung der Heizungstechnik (abgerebelte Maiskolben können stückweise verheizt werden) und die geänderten Interessen der Kinder werden die Tschardaken nicht mehr benötigt. Sie drohten in Vergessenheit zu geraten. Die Gemeinde Halbturn, in der noch zahlreiche Tschardaken vorhanden sind, hat sich zum Ziel gesetzt, diese als Kulturgut zu erhalten. Die Straße, an der die meisten stehen, heißt inzwischen Tschardakenstraße, und in jedem Herbst feiert die Gemeinde das Tschardakenfest. Eine stilisierte Tschardake bildet das T im Logo des Ortes.
Etymologisch dürfte der Begriff von den Tschartaken (aus dem Persischen) herrühren, hölzernen Grenzwachtürmen aus der Zeit der österreichisch-türkischen Militärgrenze, die bisweilen auch als Tschardaken bezeichnet wurden. Auf die hölzernen Maisspeicher wurde er vermutlich erst im 19. Jahrhundert angewandt.

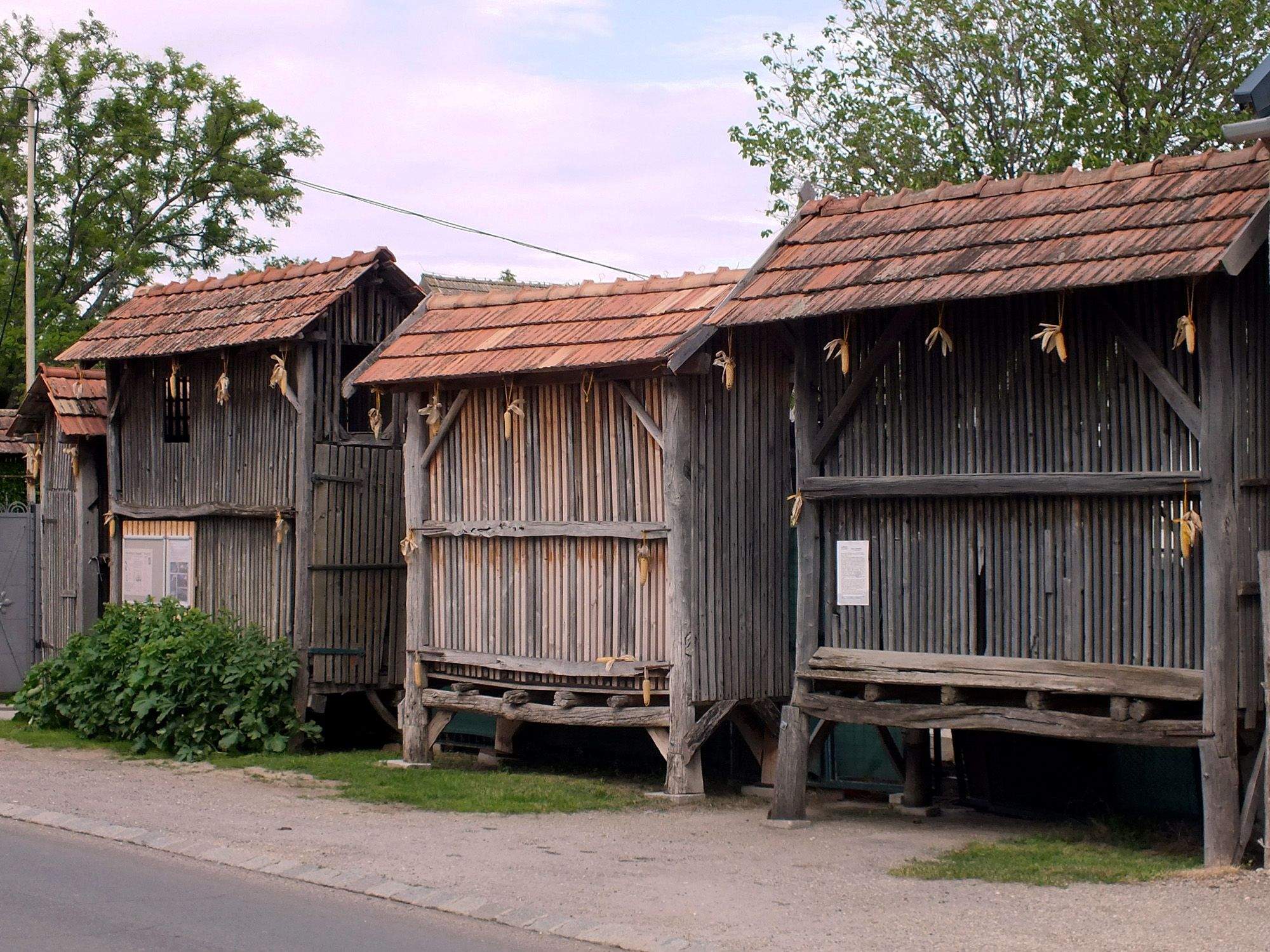
Tschardakengruppe in Halbturn
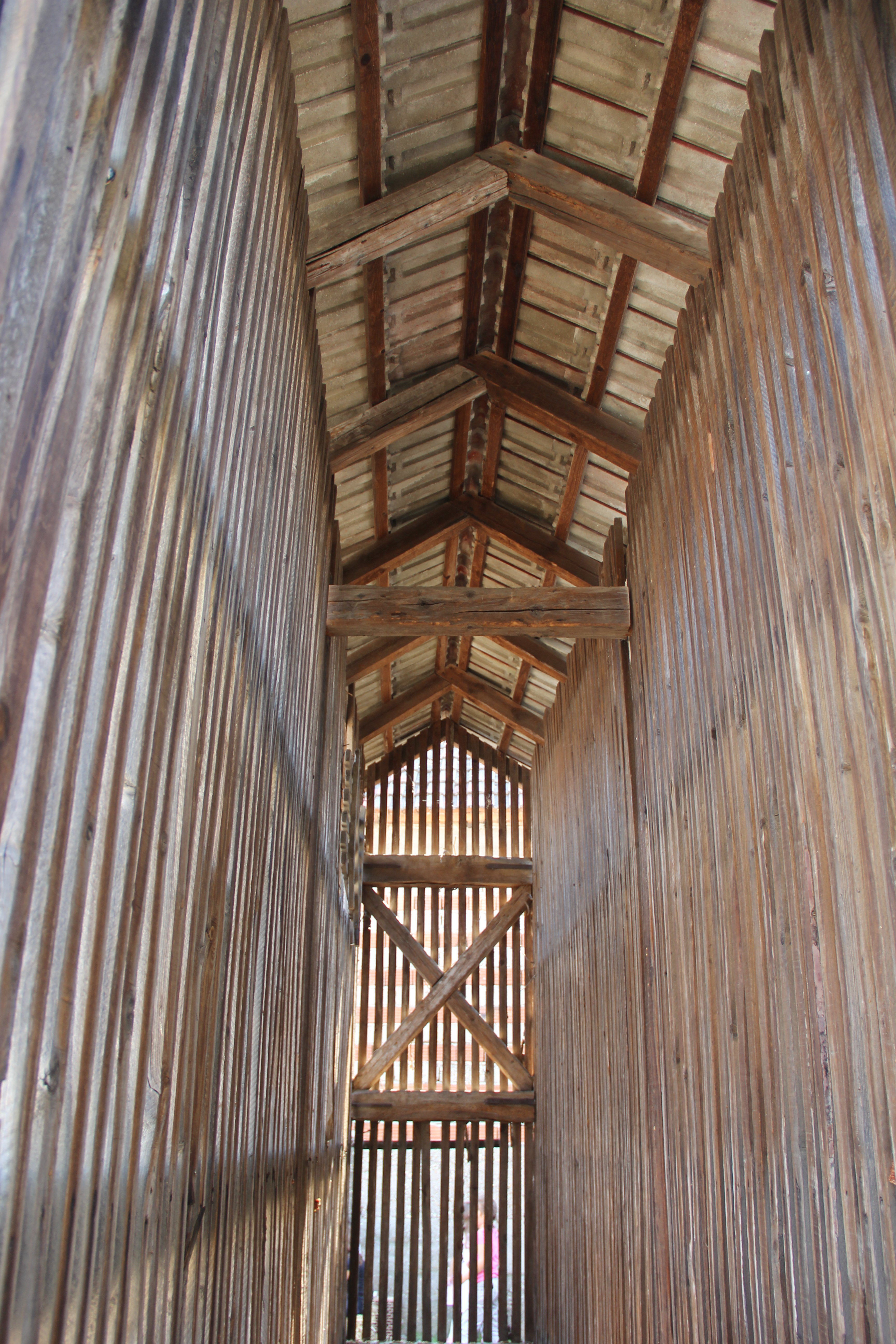
Tschardake innen
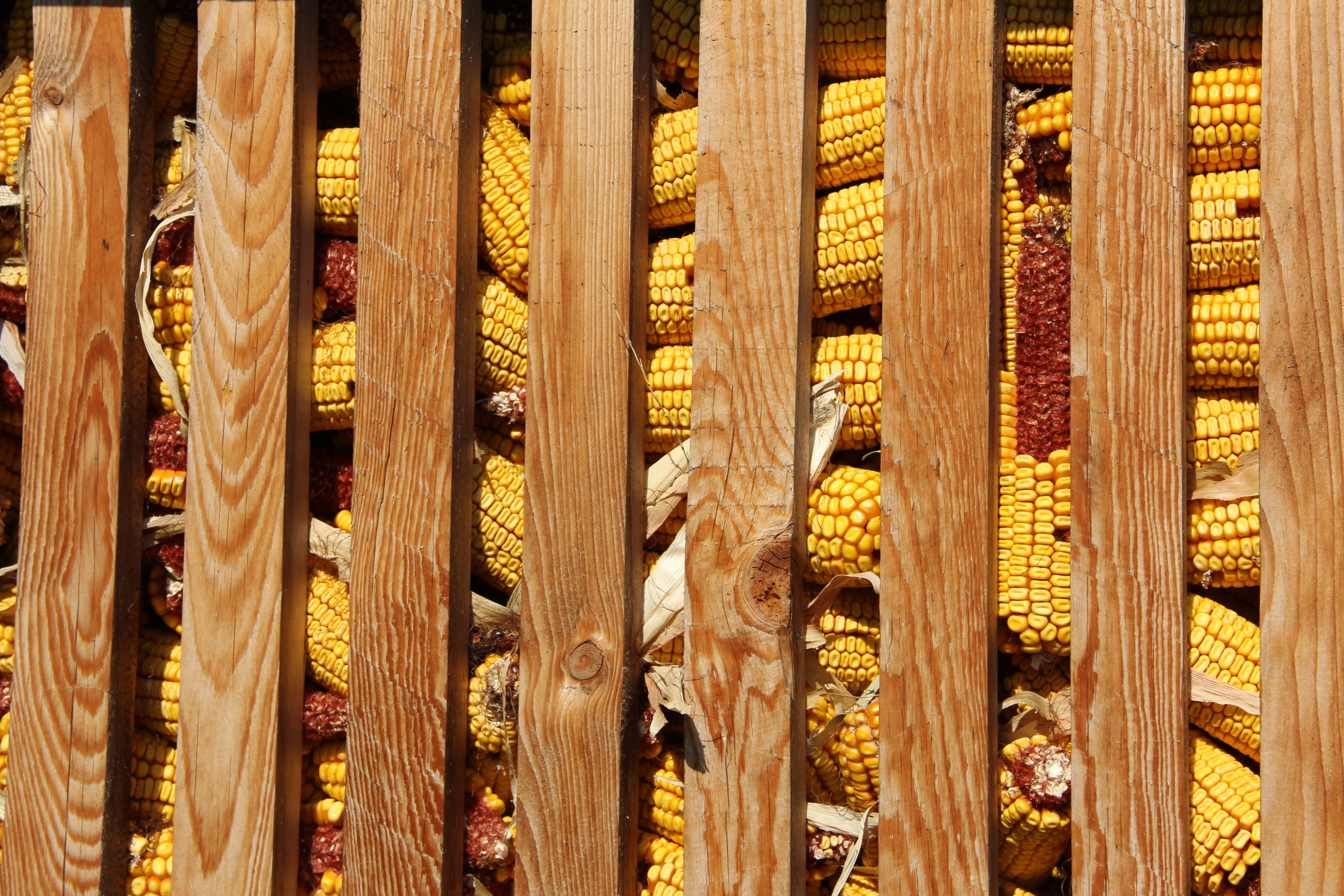
Mit Mais gefüllt
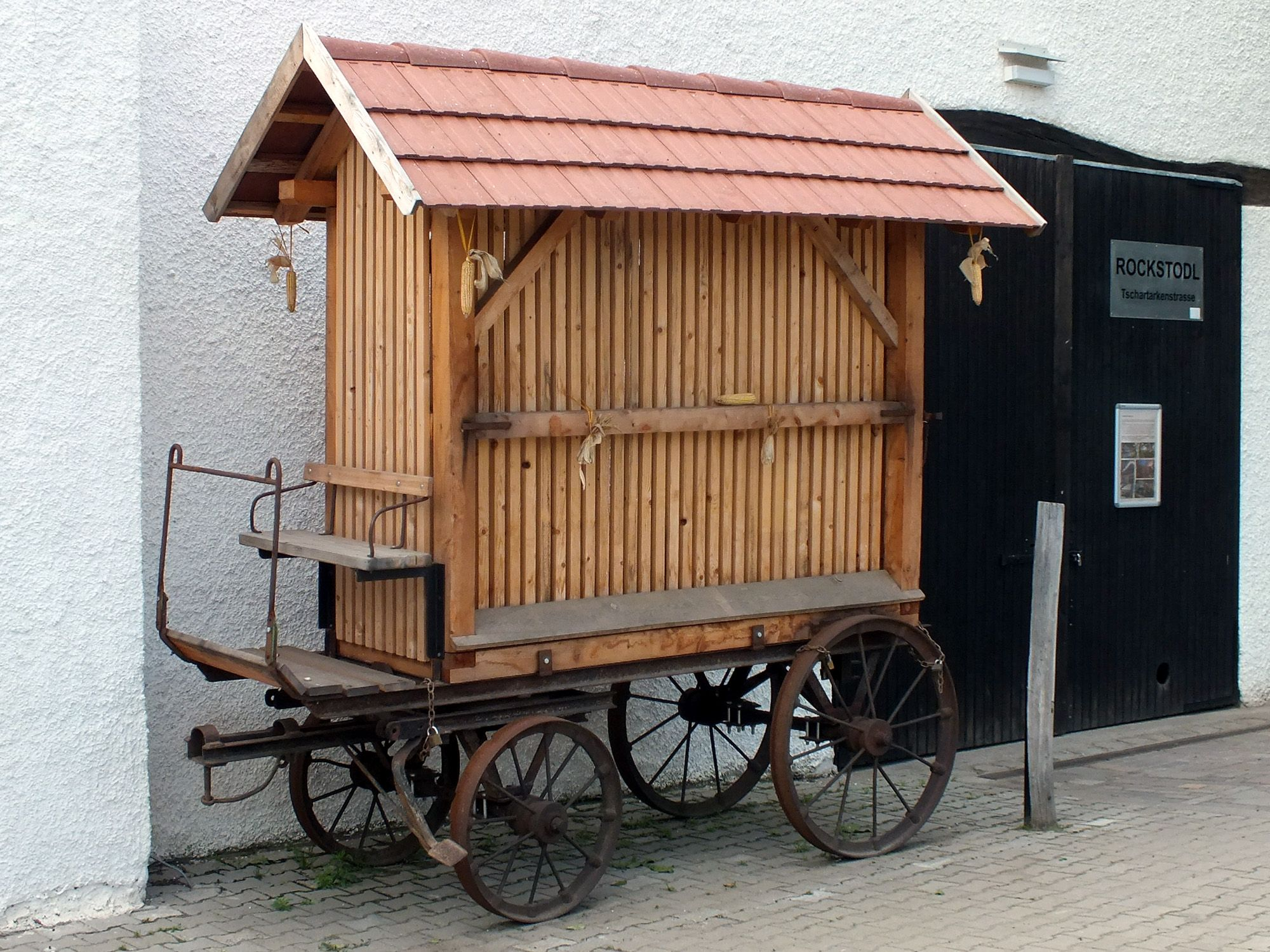
Spezialtschardake für Festumzüge
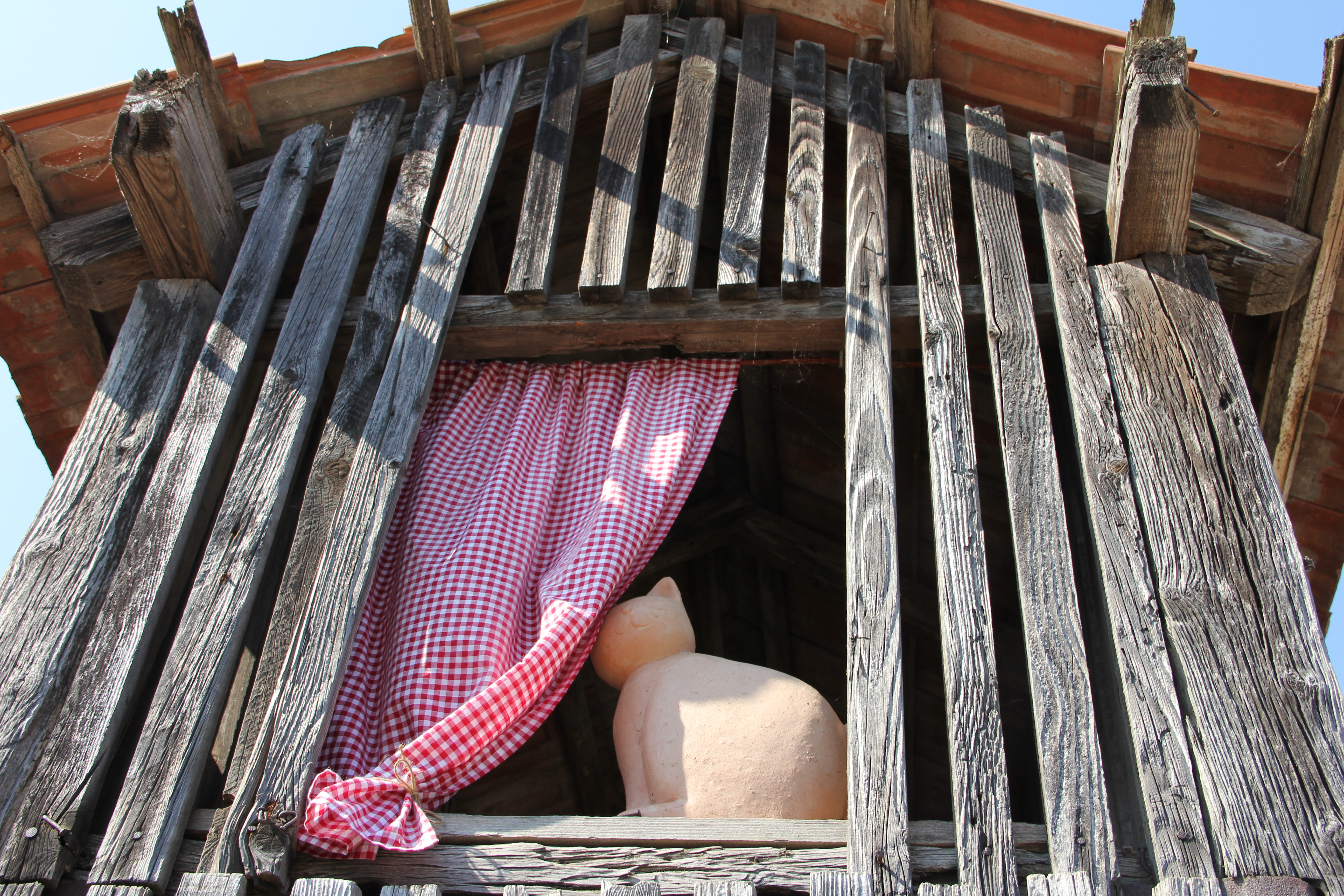
Zweckentfremdung
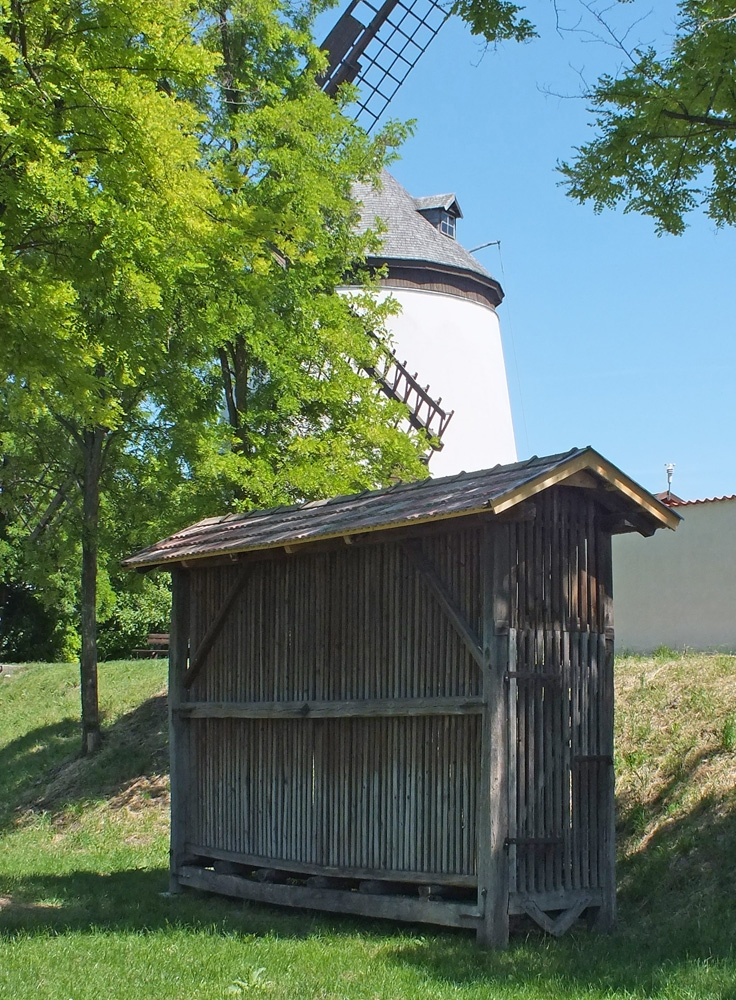
Tschardake in Podersdorf